# Rebeca Bernal
Rebeca Bernal Rodríguez (* 31. August 1997 in Tampico, Tamaulipas) ist eine mexikanische Fußballspielerin auf der Position einer Verteidigerin.

## Leben

### Verein
Bernal begann ihre Laufbahn in der Frauenfußballmannschaft des Instituto Tecnológico y de Estudios Superiores de Monterrey (ITESM) und wechselte bei Einführung der Liga MX Femenil zur Apertura 2017 zum benachbarten CF Monterrey, mit dem sie dreimal die mexikanische Frauenfußballmeisterschaft gewann.

### Nationalmannschaft
Nachdem Bernal bereits in der mexikanischen U-17-Nationalmannschaft sowie der mexikanischen U-20-Nationalmannschaft zum Einsatz gekommen war, ist sie seit 2017 auch Nationalspielerin der A-Mannschaft.

## Erfolge
- Mexikanischer Meister: Apertura 2019, Grita México 2021, Clausura 2024